# حکومه علیوا
حکومه علیوا (ترکی آذربایجانی: Hökumə Əliyeva; ۸ اوت ۱۹۹۱ – ۲۵ دسامبر ۲۰۲۴) مهماندار هواپیمای اهل جمهوری آذربایجان بود که در ماجرای سرنگونی هواپیمای مسافربری آذربایجان توسط نیروی پدافند هوایی روسیه کشته شد. الهام علی‌اف، رئیس‌جمهور آذربایجان، طی حکمی در تاریخ ۲۹ دسامبر سال ۲۰۲۴، درست ۴ روز بعد از این واقعه به وی پس از مرگش نشان قهرمان ملی جمهوری آذربایجان اعطا کرد.

## اوایل زندگی
حکومه علیوا ۸ ماه اوت سال ۱۹۹۱ در روستای سوسوزلوق شهرستان کلبجر به دنیا آمد. به موجب اشغال کلبجر توسط نیروهای ارمنی در سال ۱۹۹۳ همراه با خانواده اش مجبور به ترک خانه و کاشانه خود شده و در روستای «قارادمیرچی» شهرستان بردع اقامت گزیدند. در سال ۱۹۹۶ بود که به استان ولگوگراد کشور روسیه نقل مکان کردند. بعدها خانواده اش به شهر گنجه آذربایجان بازگشت. وی دانش‌آموخته رشته حقوق از دانشگاه دولتی باکو بود. حکومه علیوا با کسب نمره بالا در کنکور، یعنی ۶۱۲ از مجموع ۷۰۰ نمره، وارد دانشگاه شده بود. سپس حکومه علیوا تحصیلات عالی خود را در مقاطع تحصیلی کارشناسی ارشد و دکتری ادامه داده و به گفته پدرش در آخرین دوره دکتری اش بود.

## فعالیت
در سال ۲۰۱۶ حکومه علیوا به عنوان مترجم در آذربایجان ایرلاینز شروع به کار کرد. بعدها به مهمانداری هواپیما تغییر شغل داد. قصد داشت در سال‌های آینده به عنوان وکیل مشغول به کار شود.

## مرگ

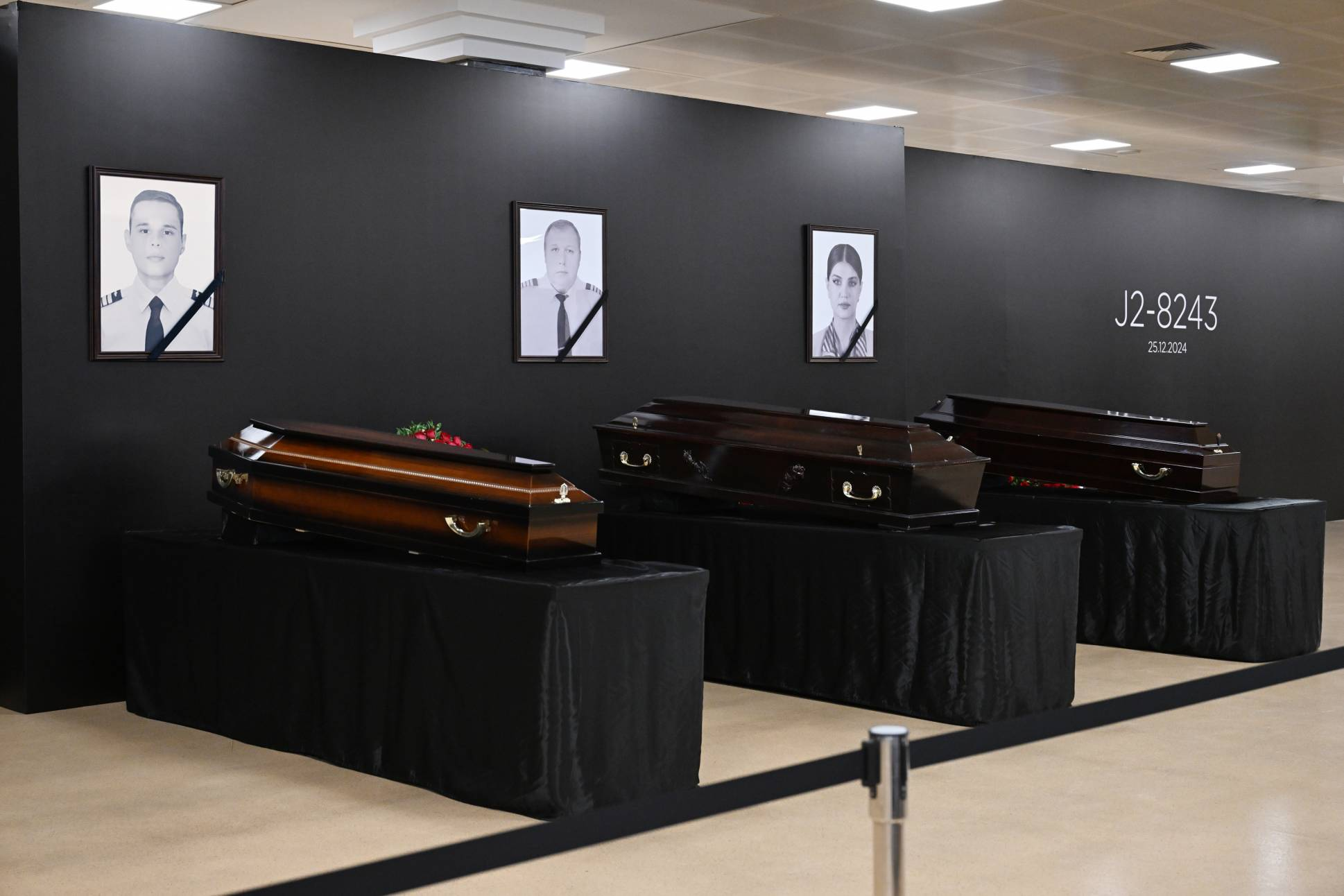
مراسم وداع با خدمه جان باخته پرواز ۸۲۴۳ خطوط هوایی آذربایجان در فرودگاه بین‌المللی حیدر علی اف (تابوت حکومه علیوا در سمت راست قرار دارد)

حکومه علیوا در کنار خلبان کاپیتان ایگور کشنیاکین و کمک خلبان الکساندر کالیانینوف یکی از اعضای جان باخته خدمه پرواز ۸۲۴۳ خطوط هوایی آذربایجان بود که بر فراز شهر گروزنی، پایتخت جمهوری خودمختار چچن در روسیه، توسط پدافند هوایی این کشور هدف حمله موشکی و الکترونیکی قرار گرفته و پس از طی مسافت طولانی بر فراز دریای خزر در نزدیکی فرودگاه آقتائو در کشور قزاقستان سقوط کرد. فیلم‌های منتشره در رسانه‌های گروهی و اجتماعی حکایت از آن داشت که وی در آخرین لحظات زندگی اش بی‌باکانه و شجاعانه مشغول آرام کردن مسافران هواپیمای در حال سقوط بود. «همه چیز خوب خواهد بود» یکی از جملاتی بود حکومه علیوا ایراد کرد و در بین مردم آذربایجان، رسانه‌های گروهی و اجتماعی طنین گسترده‌ای یافت. پیکر وی در ۲۹ دسامبر سال ۲۰۲۴ در پارک مفاخر دوم باکو خاکسپاری شد.

## نشان
- به دستور الهام علی‌اف، رئیس‌جمهور آذربایجان، مورخ ۲۹ دسامبر سال ۲۰۲۴، به حکومه علیوا پس از مرگش نشان قهرمان ملی جمهوری آذربایجان اهدا شد.[۸]